# Argentagrion silviae
Argentagrion silviae là loài chuồn chuồn trong họ Coenagrionidae. Loài này được Bulla mô tả khoa học đầu tiên năm 1971.